# Toussus-le-Noble
Toussus-le-Noble és un municipi francès, situat al departament d'Yvelines i a la regió d'Illa de França. L'any 2007 tenia 829 habitants.
Forma part del cantó de Maurepas i del districte de Versalles. I des del 2002 de la Comunitat d'aglomeració Versailles Grand Parc.

## Demografia

### Població
El 2007 la població de fet de Toussus-le-Noble era de 829 persones. Hi havia 201 famílies, de les quals 28 eren unipersonals (16 homes vivint sols i 12 dones vivint soles), 28 parelles sense fills, 125 parelles amb fills i 20 famílies monoparentals amb fills.
La població ha evolucionat segons el següent gràfic:
Habitants censats

### Habitatges
El 2007 hi havia 205 habitatges, 201 eren l'habitatge principal de la família, 1 era una segona residència i 3 estaven desocupats. 188 eren cases i 15 eren apartaments. Dels 201 habitatges principals, 140 estaven ocupats pels seus propietaris, 49 estaven llogats i ocupats pels llogaters i 11 estaven cedits a títol gratuït; 4 tenien una cambra, 1 en tenia dues, 9 en tenien tres, 37 en tenien quatre i 149 en tenien cinc o més. 176 habitatges disposaven pel capbaix d'una plaça de pàrquing. A 62 habitatges hi havia un automòbil i a 134 n'hi havia dos o més.

### Piràmide de població
La piràmide de població per edats i sexe el 2009 era:
| Homes | Edats   | Dones |
| ----- | ------- | ----- |
| 0     | 95 o +  | 0     |
| 0     | 90 a 94 | 4     |
| 0     | 85 a 89 | 0     |
| 4     | 80 a 84 | 4     |
| 4     | 75 a 79 | 4     |
| 4     | 70 a 74 | 4     |
| 0     | 65 a 69 | 4     |
| 4     | 60 a 64 | 4     |
| 8     | 55 a 59 | 4     |
| 28    | 50 a 54 | 32    |
| 60    | 45 a 49 | 52    |
| 32    | 40 a 44 | 28    |
| 32    | 35 a 39 | 32    |
| 4     | 30 a 34 | 8     |
| 0     | 25 a 29 | 0     |
| 12    | 20 a 24 | 16    |
| 44    | 15 a 19 | 56    |
| 44    | 10 a 14 | 52    |
| 40    | 5 a 9   | 12    |
| 12    | 0 a 4   | 16    |

## Economia
El 2007 la població en edat de treballar era de 656 persones, 515 eren actives i 141 eren inactives. De les 515 persones actives 497 estaven ocupades (336 homes i 161 dones) i 18 estaven aturades (11 homes i 7 dones). De les 141 persones inactives 10 estaven jubilades, 105 estaven estudiant i 26 estaven classificades com a «altres inactius».

### Ingressos
El 2009 a Toussus-le-Noble hi havia 272 unitats fiscals que integraven 910 persones, la mediana anual d'ingressos fiscals per persona era de 31.898 €.

### Activitats econòmiques
Dels 89 establiments que hi havia el 2007, 3 eren d'empreses de fabricació de material elèctric, 1 d'una empresa de fabricació d'elements pel transport, 3 d'empreses de fabricació d'altres productes industrials, 7 d'empreses de construcció, 23 d'empreses de comerç i reparació d'automòbils, 13 d'empreses de transport, 2 d'empreses d'hostatgeria i restauració, 4 d'empreses d'informació i comunicació, 6 d'empreses financeres, 8 d'empreses immobiliàries, 13 d'empreses de serveis i 6 d'entitats de l'administració pública.
Dels 14 establiments de servei als particulars que hi havia el 2009, 4 eren autoescoles, 3 paletes, 1 guixaire pintor, 1 fusteria, 1 lampisteria, 1 agència de treball temporal, 2 restaurants i 1 agència immobiliària.
Dels 2 establiments comercials que hi havia el 2009, 1 era una peixateria i 1 una botiga de roba.

## Equipaments sanitaris i escolars
El 2009 hi havia una escola elemental.

## Poblacions més properes
El següent diagrama mostra les poblacions més properes.